# Château de San Jerónimo
Le château de San Jerónimo, ou fort de San Jerónimo de Portobelo, faisait partie du système de défense du commerce transatlantique de la Couronne d'Espagne et constitue un exemple d'architecture militaire du XVIIe siècle et du XVIIIe siècle. Par la loi 61 de 1908, des fonds ont été alloués à la conservation du château. Par la loi 68 de 1941, le château et les ruines historiques du district de Portobelo ont été déclarés monument historique national.